# Похилько Валерій Іванович
Похилько Валерій Іванович (нар. 25 квітня 1964, Хорол) — проректор ЗВО з науково-педагогічної та виховної роботи Полтавського державного медичного університету, доктор медичних наук (2010), професор (2013), Заслужений лікар України (2017), лавреат Національної премії України імені Бориса Патона (2021), член Асоціації неонатологів України, голова Регіональної ради відзнаки «Орден Святого Пантелеймона».

## Біографія
Валерій Похилько народився 25 квітня 1964 року в місті Хорол Полтавської області.  
У 1987 році закінчив Полтавський медичний стоматологічний інститут.  
Упродовж 1987-1988 років проходив військову службу.  
З 1988 по 1989 роки навчався в інтернатурі на базі Полтавської обласної клінічної лікарні, отримав кваліфікацію лікаря-анестезіолога.  
З 1990 року — понині — лікар-ординатор відділення анестезіології та реанімації Полтавської міської клінічної дитячої лікарні.  
У 2000 році закінчив аспірантуру з педіатрії на базі Української медичної стоматологічної академії.  
У 2002 році захистив кандидатську дисертацію з теми «Захворюваність та нервово-психічний розвиток дітей грудного віку, яким проводилась інтенсивна терапія».  
З 2003 року — позаштатний міський дитячий анестезіолог м. Полтави; лікар-консультант територіального центру екстреної медицини та медицини катастроф.  
З 2004 року — асистент кафедри пропедевтики дитячих хвороб з доглядом за дітьми та факультетською педіатрією з курсом неонатології та дитячими інфекційними хворобами Української медичної стоматологічної академії, також консультант відділення інтенсивної терапії та анестезіології ДМКЛ, пологового будинку й відділення інтенсивної терапії та реанімації ПОДКЛ.  
У 2006 р. призначений на посаду доцента кафедри пропедевтики дитячих хвороб та факультетської педіатрії з неонатологією.  
У 2010 році захистив докторську дисертацію з теми «Асфіксія у новонароджених: патогенез, діагностика та лікування (клініко-експериментальні дослідження)», де вперше в Україні автором проведено епідеміологічне дослідження поширеності асфіксії у новонароджених дітей Полтавської області за 2000-2009 роки та науково обґрунтовано й удосконалено алгоритм обстеження дітей щодо ранньої діагностики й прогнозування розвитку уражень ЦНС; удосконалено схему лікування новонароджених дітей, які перенесли асфіксію в ранньому неонатальному періоді та запропоновано кластерну програму організаційних і лікувально-реабілітаційних заходів менеджменту новонароджених дітей з асфіксією.  
Під керівництвом професора захищено кандидатські дисертації, підготовлені магістри й клінічні ординатори.  
У 2011 р. обраний за конкурсом завідувачем кафедри педіатрії №1 з пропедевтикою та неонатологією.  
З 2012 по 2016 роки — декан медичного факультету №2.  
У 2013 р. присвоєно науковий ступінь доктора медичних наук та вчене звання професора.  
З 2016 року – донині – проректор з науково-педагогічної та виховної роботи.  
Валерій Похилько неодноразово проходив курси стажування й удосконалення в Китаї, Німеччині, Австрії, Литві, Португалії, Казахстані, Норвегії, Італії, Грузії. Має вищу кваліфікаційну категорію з фаху «Дитяча анестезіологія», «Неонатологія». Брав участь у підписанні та є співвиконавцем трьох міжнародних угод про наукову співпрацю ПДМУ з Медико-санітарним публічним закладом, Інститутом матері й дитини (Кишинів, Республіка Молдова), Інститутом репродуктології ім. Арчила Гомасурідзе  (Тбілісі, Грузія) та Інститутом хірургії ім. Мікаеляна (Єреван, Вірменія).

## Наукова діяльність
Валерій Похилько — автор 365 наукових праць, поміж яких: 13 навчально-методичних посібників, 8 монографій, 35 навчально-методичних праць, 18 інформаційних листів, 9 галузевих нововведень. Керівник 6 міжнародних клінічних випробувань. Співавтор тритомного видання підручника «Неонатологія».
Наукова діяльність професора Валерія Похилька присвячена профілактиці та лікуванню соматичних і хірургічних захворювань у новонароджених дітей. Ученим розроблено та впроваджено в практику охорони здоров'я для ранньої діагностики перинатальних уражень у доношених дітей з асфіксією шкалу нейроповедінкового моніторингу, що сприяє більш ефективному лікуванню у відділеннях інтенсивної терапії, мінімізує тяжкі наслідки гіпоксичного ураження ЦНС. Розроблені рекомендації впроваджені в практику роботи лікувальних закладів ВІТН м. Полтави, Кременчука, Кропивницького, Вінниці, Тернополя, Ужгорода, Чернівців. Учений є експертом із написання національних протоколів та настанов при МОЗ України з фаху «Педіатрія», «Неонатологія».
Професор Валерій Похилько — член редакційної колегії журналів «Неонатологія, хірургія та перинатальна медицина», «Вісник проблем біології й медицини».

## Нагороди та почесні звання
- У 2017 році В.І. Похильку надано почесне звання «Заслужений лікар України».
- У 2021 році за роботу «Забезпечення якості медичної допомоги новонародженим дітям в умовах розбудови перинатальної служби в Україні» присуджено Національну премію імені Бориса Патона.
- За плідну та творчу багаторічну діяльність Похилько В.І. нагороджений Почесною грамотою Міністерства охорони здоров'я.
- За особисті заслуги перед українським народом нагороджений Почесною грамотою Верховної Ради України.